# Sitaleki Timani
Sitaleki Timani (Kolonga, 19 settembre 1986) è un rugbista a 15 tongano, internazionale per l'Australia, che gioca come seconda linea nella franchigia di Western Force.

## Biografia
Timani nacque nel villaggio di Kolonga nelle isole Tonga ed è fratello di Sione e Lopeti, entrambi rugbisti. Iniziò a giocare a rugby a scuola venendo anche selezionato per le rappresentative sportive studentesche tongane; si spostò poi in Nuova Zelanda dopo aver vinto una borsa di studio per la Auckland Grammar School, ma dopo poco tempo traslocò in Australia. 
La sua attività sportiva professionistica cominciò nell'agosto 2007 quando fu aggregato a Perth Spirit, squadra con la quale disputò l'Australian Rugby Championship giungendo fino alla semifinale. Le prestazioni nel campionato nazionale gli valsero la chiamata nella franchigia dei Western Force, con la quale giocò il Super 14 2008. L'anno successivo passò ai Brumbies e, dopo due stagioni (2009 e 2010) di Super Rugby con la franchigia di Canberra, nel 2011 si trasferì ai Waratahs. Terminato il Super Rugby 2013, giocò lo Shute Shield con i Southern Districts.
A partire dall'annata sportiva 2013-14 firmò un contratto con Montpellier, squadra nella quale trascorse tre anni aggiudicandosi l'European Rugby Challenge Cup 2015-2016. Nell'agosto 2016 si trasferì al Clermont con cui si laureò campione di Francia alla sua prima stagione. Due anni più tardi conquistò il suo secondo titolo con il club dell'Alvernia vincendo l'European Rugby Challenge Cup 2018-2019; nello stesso anno perse anche la finale del Top 14 contro Tolosa. Dopo cinque annate passate nella squadra francese annunciò, nel gennaio 2021, la rescissione del suo contratto con un anno di anticipo per ragioni familiari. Tornato in Australia, si impegnò con Western Force fino al termine del Super Rugby AU 2021 come rimpiazzo di un infortunato.
Eleggibile sia per Tonga (nascita) sia per l'Australia (residenza), Timani scelse di rappresentare quest'ultima e debuttò contro Samoa in una partita estiva di preparazione alla Coppa del Mondo di rugby 2011, torneo al quale non prese parte. Nel 2012 dopo i test estivi contro Scozia e Galles, giocò quattro incontri del The Rugby Championship 2012, la Bledisloe Cup e due partite del tour europeo. L'anno successivo partecipò al The Rugby Championship 2013 e al tour in Europa.
Timani può vantare un'apparizione con il prestigioso club ad inviti dei Barbarians ottenuta contro una selezione inglese nel maggio 2018.

## Palmarès
- Campionati francesi: 1
Clermont: 2016-17
- Challenge Cup: 3
Montpellier: 2015-16
Clermont: 2018-19
Tolone: 2022-23